# 特吾里克镇
特吾里克镇，是中华人民共和国新疆维吾尔自治区巴音郭楞蒙古自治州和硕县下辖的一个乡镇级行政单位。

## 行政区划
特吾里克镇下辖以下地区：
团结社区、文化社区、龙驹社区、明珠社区和开发区社区。